# Gabriel Badenhorst
Gabriel Badenhorst (né le 3 octobre 1974) est un archer sud-africain.

## Biographie
Patrick Roux commence le tir à l'arc en 2005. Elle fait ses premières compétitions internationales en 2007. En 2013, il remporte l'argent des épreuves de tir à l'arc par équipe homme lors des championnats du monde. Durant la même année, il remporte sa première médaille en Coupe du monde lors de l'épreuve de Wrocław.

## Palmarès
- Championnats du monde[1]
  -  Médaille d'argent à l'épreuve par équipe homme aux championnats du monde 2013 à Belek (avec DP Bierman et Patrick Roux).

- Coupe du monde[1]
  -  Médaille d'argent à l'épreuve par équipe homme à la coupe du monde 2013 de Wrocław.
  -  Médaille d'argent à l'épreuve par équipe mixte à la coupe du monde 2015 de Antalya.

- Championnats d'Afrique du Sud[1]
  -  Médaille d'or à l'épreuve individuelle homme aux championnats d'Afrique du Sud de 2011.
  -  Médaille d'argent à l'épreuve individuelle homme aux championnats d'Afrique du Sud de 2012.
  -  Médaille d'or à l'épreuve individuelle homme aux championnats d'Afrique du Sud de 2013.